# Авдеев, Андрей Юрьевич
Андрей Юрьевич Авдеев (род. 25 июля 1959 года) — советский и российский дизайнер, эмальер, член-корреспондент РАХ (2024).

## Биография
Дизайнер, эмальер
Родился 25 июля 1959 года, живёт и работает в Москве.
В 1983 году — окончил художественно-графическое отделение Хабаровского государственного педагогического института, где учился у В. Е. Девятко.
С 1993 года — член Союз художников России, с 2006 года — член Московского Союза художников и Ассоциации художников декоративных искусств Московского Союза художников, с 2007 года — член Правления Ассоциации художников декоративных искусств Московского Союза художников.
С 2019 года — преподаватель, руководитель образовательной программы «Художественная эмаль», с 2022 года — преподаватель высшей категории Колледжа дизайна и декоративного искусства РГХПУ имени С. Г. Строганова.
В 2024 году — избран членом-корреспондентом Российской академии художеств от Отделения дизайна.

## Творческая деятельность
Основные произведения: «Ангелы под дождём» (2016, медь, эмаль горячая, золото твореное, 30*26), серия «Прокосмос» (2017, медь, эмаль горячая, люстры, 30*60), серия «Море, облака и другие мысли» (2019, медь, эмаль горячая, нити карборундовые, 38*60), серия «Цветы и птицы» (2021, медь, эмаль горячая, 38*60), серия «Песни рыб» (2021, медь, эмаль горячая, золото сусальное, 60*70), «Начало» (2021, медь, эмаль горячая, золото сусальное, 61*73), «Георгий Пеший» (2023, медь, эмаль горячая, золото сусальное, 60*30), серия «Весна. Ожидание» (2024, медь, эмаль горячая, золото твореное, 82*56), «Эхалот» (2024, медь, эмаль горячая, золото сусальное, 30*70), «Шпроты» (2024, медь, эмаль горячая, золото сусальное, 50*40).
Произведения представлены в собраниях Музея Москвы, Дальневосточного художественного музея (Хабаровск), Луганского областного художественного музея, Донецкого республиканского художественного музея, Новгородского художественного музея, Дербентского музея-заповедника, Ветлужского краеведческого музея.
Участник выставок с 1987 года.
Персональные выставки: в Картинной галерее имени А. М. Федотова (Хабаровск, 1992), Хабаровском отделении Российского фонда культуры (1999), Центральном доме художника (Москва, 2002, 2004), галерее «Кросна» (Москва, 2004), редакции газеты «Российская газета» (Москва, 2004, 2006), Культурном центре Республики Армения (Москва, 2005), галерее «Арка» (Владивосток, 2005), галерее «Синергия» (Москва, 2005), галерее «Феникс» (Москва, 2006), галерее «Беляево» (Москва, 2011), галерее «Светланы Сажиной» (Москва, 2012, 2013, 2014, 2015), Префектуре ЮЗАО (Москва, 2013), библиотеке «Дом А. Ф. Лосева» (Москва, 2017), Ветлужском краеведческом музее (2017), галерее «A space of art» (Москва, 2021), выставочном зале Московского Союза художников (2024).
Автор монографии «Жизнь в огне» (М.: РГХПУ имени С. Г. Строганова, 2024 год).

## Награды
- Диплом I степени V Международного фестиваля концептуально-прикладного искусства «Этнофутуризм» (2012)
- Почётный знак «За заслуги в творческой деятельности» АХДИ МСХ (2014)
- Диплом и Серебряная медаль «За заслуги в развитии изобразительного искусства» МСХ (2016)
- Благодарность «За большой вклад в развитие культуры, многолетнюю плодотворную работу» Министра культуры Российской Федерации (2016)
- Диплом I степени в номинации ДПИ IV Международный фестиваль-конкурс творческих коллективов «Калейдоскоп дружбы» (2019)
- Диплом «Приз жюри» «Мир детства» МСХ (2019)
- Диплом победителя в конкурсе Международного биеннале «Искусство эмали. Золотая нить — дорога творчества» и Диплом за 2-е место в номинации «Верность профессии» (2019)
- Диплом Лауреата «Приз жюри» III Московской международной выставки художественной эмали Всероссийского музея декоративных искусств (2020)
- Благодарность Министра культуры Луганской Народной Республики (2023)
- Благодарность "За передачу произведений в коллекцию Музейного объединения «Музей Москвы» (2024)
- Благодарность за вклад в коллекцию «Луганского художественного музея» (2024)
- Диплом I степени «Приз жюри» Международной выставки художественной эмали «Донбасс-Россия» (2024)
- Диплом и Золотая медаль «За заслуги в развитии изобразительного искусства» МСХ (2025)

Награды РАХ
- Диплом РАХ (2013, 2024)
- Серебряная медаль РАХ за творческие поиски и художественные решения в области работы с горячей эмалью (2018)